# ブル・ファイト
株式会社ブル・ファイト（BULL FIGHT）は、東京都江東区亀戸に本社を置くバスケットボール用品専門メーカーである。
ゲームウェアを始め、各種バスケットボール用品の製造・販売を行っている。
「より良い商品を、より早く。」を会社のモットーとし、急ぎの注文に対応するフットワークの良さを売りとしている。

日本のプロバスケットボールリーグbjリーグに浜松・東三河フェニックスが参入するとともに、2008-2009シーズンからオフィシャルウェアサプライヤーとなる。

## 会社概要
- 名称 株式会社ブル・ファイト
- 所在地 東京都江東区亀戸1丁目8番7号 飯野ビル9階
- 業種 バスケットボール用品、企画、販売
- 設立年月日 1994年12月15日
- 資本金 1,000万円

## 主な使用チーム
- bjリーグ
  - 浜松・東三河フェニックス（旧オーエスジーフェニックス時代より）
  - 埼玉ブロンコス（2008-09）
  - 高松ファイブアローズ（2009-10）
  - 東京アパッチ（2010-11）
  - 信州ブレイブウォリアーズ
  - 秋田ノーザンハピネッツ（2012-13～2013-14）
  - 福島ファイヤーボンズ
  - 新潟アルビレックスBB（2015-16）
  - 愛媛オレンジバイキングス
- 学校関連
  - 福岡第一高等学校男子
  - 八王子学園八王子高等学校男子
  - 正智深谷高等学校男子（-2012）
  - 本庄東高等学校
  - 岩手県立盛岡南高等学校
  - 栄東高等学校男子・女子
  - 開志国際高等学校男子・女子